# Novi Južni Wales
Novi Južni Wales (izvirno angleško New South Wales) je peta največja zvezna država Avstralije s površino 800.642 km2 in je najbolj naseljena zvezna država Avstralije. Njeno glavno mesto je Sydney, druga pomembna središča so pa Newcastle, Wollongong in Wagga Wagga.

## Zgodovina
Novi Južni Wales je bil med prvimi koloniziranimi območji Avstralije, tu so se angleški kolonialisti naselili v Sydneju.

## Geografija
Novi Južni Wales meji na Tihi ocean. V Novem Južnem Walesu se nahaja najvišja točka v Avstraliji v Snežnih gorah, Mount Kosciuszko s 2228 m.